# Sacey
Sacey és un municipi francès situat al departament de la Manche i a la regió de Normandia. L'any 2007 tenia 503 habitants.

## Demografia

### Població
El 2007 la població de fet de Sacey era de 503 persones. Hi havia 204 famílies de les quals 55 eren unipersonals (20 homes vivint sols i 35 dones vivint soles), 59 parelles sense fills, 74 parelles amb fills i 16 famílies monoparentals amb fills.
La població ha evolucionat segons el següent gràfic:
Habitants censats

### Habitatges
El 2007 hi havia 271 habitatges, 205 eren l'habitatge principal de la família, 36 eren segones residències i 30 estaven desocupats. 263 eren cases i 2 eren apartaments. Dels 205 habitatges principals, 150 estaven ocupats pels seus propietaris, 48 estaven llogats i ocupats pels llogaters i 7 estaven cedits a títol gratuït; 5 tenien una cambra, 19 en tenien dues, 23 en tenien tres, 51 en tenien quatre i 107 en tenien cinc o més. 179 habitatges disposaven pel capbaix d'una plaça de pàrquing. A 93 habitatges hi havia un automòbil i a 90 n'hi havia dos o més.

### Piràmide de població
La piràmide de població per edats i sexe el 2009 era:
| Homes | Edats   | Dones |
| ----- | ------- | ----- |
| 0     | 95 o +  | 0     |
| 0     | 90 a 94 | 0     |
| 4     | 85 a 89 | 12    |
| 0     | 80 a 84 | 8     |
| 8     | 75 a 79 | 8     |
| 16    | 70 a 74 | 36    |
| 20    | 65 a 69 | 12    |
| 12    | 60 a 64 | 4     |
| 4     | 55 a 59 | 20    |
| 16    | 50 a 54 | 24    |
| 12    | 45 a 49 | 12    |
| 20    | 40 a 44 | 12    |
| 24    | 35 a 39 | 8     |
| 16    | 30 a 34 | 24    |
| 16    | 25 a 29 | 16    |
| 12    | 20 a 24 | 12    |
| 0     | 15 a 19 | 28    |
| 12    | 10 a 14 | 20    |
| 24    | 5 a 9   | 16    |
| 8     | 0 a 4   | 20    |

## Economia
El 2007 la població en edat de treballar era de 286 persones, 209 eren actives i 77 eren inactives. De les 209 persones actives 191 estaven ocupades (114 homes i 77 dones) i 18 estaven aturades (7 homes i 11 dones). De les 77 persones inactives 30 estaven jubilades, 25 estaven estudiant i 22 estaven classificades com a «altres inactius».

### Ingressos
El 2009 a Sacey hi havia 223 unitats fiscals que integraven 561,5 persones, la mediana anual d'ingressos fiscals per persona era de 14.784 €.

### Activitats econòmiques
Dels 12 establiments que hi havia el 2007, 7 eren d'empreses de construcció, 1 d'una empresa de comerç i reparació d'automòbils, 1 d'una empresa de transport i 3 d'empreses d'hostatgeria i restauració.
Dels 7 establiments de servei als particulars que hi havia el 2009, 1 era un taller de reparació d'automòbils i de material agrícola, 2 paletes, 2 fusteries, 1 lampisteria i 1 electricista.
L'any 2000 a Sacey hi havia 51 explotacions agrícoles que ocupaven un total de 1.296 hectàrees.

## Equipaments sanitaris i escolars
El 2009 hi havia una escola elemental.

## Poblacions més properes
El següent diagrama mostra les poblacions més properes.